# 西金斯堡 (新澤西州)
西金斯堡（英語：West Keansburg）是位於美國新澤西州蒙茅斯縣的非建制地區。

## 地理
西金斯堡所處的海拔為高於海平面2米（即7英呎），而該地所採用的時區為UTC-5，即北美东部时区（EST）。同時該地設有夏令時間，為UTC-5調快一小時，即UTC-4（EDT）。